# Episodi di The Collection
La prima stagione della serie televisiva The Collection, composta da 8 episodi, è stata interamente pubblicata nel Regno Unito sul servizio on demand Amazon Video il 2 settembre 2016.
In Italia, la stagione è stata resa disponibile interamente a giugno 2017 su Amazon Video.
| nº | Titolo originale | Titolo italiano | Pubblicazione UK | Pubblicazione Italia |
| -- | ---------------- | --------------- | ---------------- | -------------------- |
| 1  | The Deal         | Il patto        | 2 settembre 2016 | giugno 2017          |
| 2  | The Dress        | L'abito         | 2 settembre 2016 | giugno 2017          |
| 3  | The Scent        | Il profumo      | 2 settembre 2016 | giugno 2017          |
| 4  | The Launch       | Il lancio       | 2 settembre 2016 | giugno 2017          |
| 5  | The Afterglow    | Il successo     | 2 settembre 2016 | giugno 2017          |
| 6  | The Weekend      | Il weekend      | 2 settembre 2016 | giugno 2017          |
| 7  | The Betrayal     | Il tradimento   | 2 settembre 2016 | giugno 2017          |
| 8  | The Offer        | L'offerta       | 2 settembre 2016 | giugno 2017          |

## Il patto
- Titolo originale: The Deal

### Trama
Parigi 1947. Paule Sabine è uno stilista emergente a cui viene offerta la chiave per dominare il regno della moda parigina. Ma ha bisogno dell'aiuto del fratello Claude, che è il vero genio della casa di moda. Questo deve essere tenuto segreto.

## L'abito
- Titolo originale: The Dress

### Trama
Il nuovo sodalizio d'affari fra Paul e Jules Trouvier inizia a vacillare, a causa di una lite su come verrà gestita la casa di moda. Nina viene convinta a diventare indossatrice e Paul deve difendere la sua famiglia e la sua azienda.

## Il profumo
- Titolo originale: The Scent

### Trama
La Maison si prepara per la sfilata, Nina pensa a come ritrovare suo figlio. Il giornalista statunitense Rossi interroga l'ex capo di Paul.

## Il lancio
- Titolo originale: The Launch

### Trama
Un investigatore indaga sul cadavere ritrovato nella proprietà dei Sabine, mentre Paul ha puntato tutto sulla nuova sfilata. Nina diventa modella e Paul viene acclamato come nuovo "principe della moda".

## Il successo
- Titolo originale: The Afterglow

### Trama
Paul non si può godere il successo della sua sfilata perché viene interrogato sull'omicidio. Claude non vuole più stare nell'ombra.

## Il weekend
- Titolo originale: The Weekend

### Trama
Fine settimana trascorso al castello di Trouvier.

## Il tradimento
- Titolo originale: The Betrayal

### Trama
Si verifica un incidente stradale di uno dei dipendenti, e i tentativi di Helen di rendersi utile usando le conoscenze della sua famiglia, fanno riaccendere in Paul interrogativi legati al periodo della guerra.

## L'offerta
- Titolo originale: The Offer

### Trama
Paul lotta per mantenere il controllo del suo impero, la sua amante viene arrestata. Yvette cerca di mediare il rapporti fra i due figli.